# Polog
 Ovo je glavno značenje pojma Polog. Za druga značenja pogledajte Polog (razdvojba).
Polog je naseljeno mjesto u gradu Mostaru, Federacija Bosne i Hercegovine, BiH. Smješten je na magistrali M 6.1 između gradova Široki Brijeg i Mostar. Postire se od zaravni Bile na sjeveru do Mostarskog blata na jugu.  

## Zemljopis
Selo Polog nalazi se u općini Mostaru i smješteno je na putu Mostar – Široki Brijeg, 11km zapadno od Mostara. Prostor današnjeg Pologa zauzima oko 40 četvornih kilometara, a prostire se u pravcu jug-sjever od sredine Mostarskog blata do na vrh brda Bile, u pravcu istok-zapad od brda Mikuljače pa do potoka Grkuše i ruševina starog grada Zvonigrada.
Polog se danas sastoji od tri veća zaseoka, Ovojaca, Voštana i Vlasnića koji se nalaze sa sjeverne strane Mostarskog blata uz prometnicu Mostar – Široki Brijeg. U Vlasniće, povijesno gledano, spadaju zaseoci: Međine, Troskoti, Žovnica i Galac.

## Povijest
Dana 7. svibnja 1991. godine, u vrijeme ofenzive JNA na Hrvatsku, u Pologu je nenaoružani narod izišao na cestu Mostar – Široki Brijeg i zapriječio put tenkovima JNA koji su iz mostarskog Sjevernog logora krenuli put Splita. Nakon trodnevne blokade Alija Izetbegović, tadašnji predsjedatelj Predsjedništva BiH, postiže dogovor s JNA snagama koje su zatim mirno prošle kroz Široki Brijeg, te nastavili put Kupresa.

## Stanovništvo

### Popisi 1971. – 1991.
| Polog              |              |              |              |
| godina popisa      | 1991.        | 1981.        | 1971.        |
| Hrvati             | 945 (79,21%) | 858 (77,01%) | 947 (79,78%) |
| Muslimani          | 202 (16,93%) | 181 (16,24%) | 181 (15,24%) |
| Srbi               | 35 (2,93%)   | 30 (2,69%)   | 56 (4,71%)   |
| Jugoslaveni        | 3 (0,25%)    | 36 (3,23%)   | 1 (0,08%)    |
| ostali i nepoznato | 8 (0,67%)    | 9 (0,80%)    | 2 (0,16%)    |
| ukupno             | 1.193        | 1.114        | 1.187        |

### Popis 2013.
| Polog              |              |
| godina popisa      | 2013.        |
| Hrvati             | 785 (80,60%) |
| Bošnjaci           | 178 (18,28%) |
| Srbi               | 10 (1,03%)   |
| ostali i nepoznato | 1 (0,10%)    |
| ukupno             | 974          |

## Gospodarstvo
Stanovnici Pologa bave se poljoprivredom i stočarstvom. Obližnje Mostarsko blato stanovnici koriste za uzgoj nekih poljoprivrednih kultura (loza, krumpir, kukuruz, povrće svih vrsta…). Od stoke drže krave, ponetko ovce, a zadnjih godina zemljoradnja i stočarstvo svedeno je na minimum.
Većina Položana radi u raznim poduzećima ili se bave privatnim obrtom.

## Kultura
Kulturno-umjetničko društvo Mladost Polog osnovano je 1947. i radilo je povremeno. Ono je ponovo obnovljeno i oživljeno 1981. pod imenom KUD Mladost Polog. Društvo osobito njeguje stare običaje, narodno pjevanje, ples igre i narodnu nošnju. Članovi društva nastupali su na mnogim kulturnim manifestacijama kao što su Susreti s tromeđe – Dubrovnik, Međunarodna smotra folklora u Zagrebu, Mostarsko ljeto itd.
Najveći uspjeh imali su nastupom na Smotri planinskih zemalja u poljskom gradu Zakopanama 1985. kad su predstavljali bivšu državu. Tu su osvojili prvu nagradu "zlatnu sjekiricu". 
Poslije Domovinskog rata 1997. Društvo se ponovo revitalizira pod novim imenom Hrvatsko kulturno društvo Mladost Polog. I poslijeratno Društvo nastavilo je uspješno s radom.
Nastupali su gotovo na svim kulturnim manifestacijama u BiH i izvan nje kao što su Vinkovačke jeseni 1998. U kolovozu 2002. u Puli-Rovinju osvojili su prvu nagradu (grand prix) Europe u klasi izvornog narodnog stvaralaštva. Društvo je nastupalo u rujnu 2002. u Mađarskoj na Međunarodnoj smotri folklora koja se održala kod Blatnog jezera.
HKD Mladost svake godine obilježava obljetnicu Zaustavljanja tenkova u Pologu 7. svibnja i proslavu pološkog patrona Male Gospe 8. rujna.

## Šport
U Pologu je djelovao nogometni klub Polog osnovan 1980. godine. Nogometni klub se najprije natjecao u ligi Mostarsko blato, potom u općinskoj i neposredno prije Domovinskog rata u regionalnoj ligi. Nogometni klub je osvojio regionalnu ligu 1986., 1987. i 1989. godine. Uz ovaj klub u Pologu djeluje ženski rukometni klub i teniski klub.

## Znamenitosti
- nekropola stećaka u Pologu, skupina od 75 stećaka, nacionalni spomenik Bosne i Hercegovine

## Vanjske poveznice
- Župa Polog